# Eva Renzi
Eva Renzi, pseudonimo di Evelyn Renziehausen (Berlino, 3 novembre 1944 – Berlino, 16 agosto 2005), è stata un'attrice tedesca.

## Biografia
Nata a Berlino, da padre danese e madre francese, recitò prima in Funerale a Berlino (1966), in cui interpretava Samantha Steel, l'antagonista del protagonista interpretato da Michael Caine. Apparve anche nel film Le stelle si vedono di giorno (1968) di Delbert Mann, nel ruolo di Alison Duquesne.
In Italia è maggiormente ricordata per aver interpretato il personaggio di Monica Ranieri in L'uccello dalle piume di cristallo (1970), il film d'esordio di Dario Argento.
Negli anni settanta partecipò a numerosi lavori realizzati per la televisione tedesca.
Dal 1967 al 1980 fu moglie dell'attore svizzero Paul Hubschmid, col quale recitò anche in alcuni film. Morì di cancro a 60 anni a Berlino.

## Filmografia parziale
- Playgirl, regia di Will Tramper (1966)
- Funerale a Berlino (Funeral in Berlin), regia di Guy Hamilton (1966)
- Un ragazzo e una ragazza (Le grand dadais), regia di Pierre Granier-Deferre (1967)
- Una donna tutta nuda (Negresco - Eine tödliche Affair), regia di Klaus Lemke (1968)
- Le stelle si vedono di giorno (The Pink Jungle), regia di Delbert Mann (1968)
- L'uccello dalle piume di cristallo, regia di Dario Argento (1970)
- Appuntamento col disonore, regia di Adriano Bolzoni (1970)
- La morte risale a ieri sera, regia di Duccio Tessari (1970)

## Programmi televisivi
- Papà chioccia (1980-1982)

## Doppiatrici italiane
- Maria Pia Di Meo in Funerale a Berlino
- Cristina Grado in L'uccello dalle piume di cristallo
- Ada Maria Serra Zanetti in Appuntamento col disonore